# Habenaria plurifoliata
Habenaria plurifoliata är en orkidéart som beskrevs av Tang och Fa Tsuan Wang. Habenaria plurifoliata ingår i släktet Habenaria och familjen orkidéer. Inga underarter finns listade i Catalogue of Life.